# Dracunculidae
De Dracunculidae vormen een familie uit de stam van de rondwormen (Nematoda). Het zijn draadvormige rondwormen die leven als parasiet in gewervelde dieren zoals vissen, reptielen en zoogdieren. De Guineaworm (Dracunculus medinensis), die de ziekte Dracunculiasis veroorzaakt, behoort tot deze familie. 

## Taxonomische indeling
Volgens moderne inzichten wordt de groep opgevat als familie van de orde Spirurida. 
- Familie Dracunculidae
  - Geslacht Dracunculus
    - Dracunculus insignis
    - Dracunculus lutrae
    - Dracunculus medinensis (Guineaworm)
    - Dracunculus oesophageus
    - Dracunculus sp. V3104

  - Geslacht Micropleura
    - Micropleura australiensis